# Blackwater Reservoir
Blackwater Reservoir är en reservoar i Storbritannien.   Den ligger i kommunen Highland och riksdelen Skottland, i den nordvästra delen av landet, 600 km nordväst om huvudstaden London. Blackwater Reservoir ligger 448 meter över havet.  Trakten runt Blackwater Reservoir består i huvudsak av gräsmarker.